# テッド・タナベ
テッド・タナベ（本名：田邉 哲夫（たなべ てつお）、1962年11月5日 - 2009年6月15日）は、日本のレフェリー、リングアナウンサー。愛知県名古屋市出身。旧表記はテッド田辺（テッドたなべ）。

## 経歴
国際プロレスにフロントスタッフとして入社の後、全日本プロレスを経て1987年にジャパン女子プロレスでレフェリーとしてデビュー。
その後、FMWを経てジャパン女子でコーチを務めていたグラン浜田が1990年に旗揚げしたユニバーサル・プロレスリングに参加。
1992年からはザ・グレート・サスケが旗揚げしたみちのくプロレスに参加しメインレフェリーとして数々の試合を裁く他、闘龍門などみちのくプロレスと交流のあった団体へもしばしば出張した。
2006年1月、拠点を地元名古屋に移すため、みちのくプロレスを退団。同年、大阪プロレスに入団。
晩年は地元名古屋で学校給食の配達として働きながら土曜休日に大阪で試合を裁く日々が続いた。
2009年6月14日、大阪プロレス大阪ミナミ ムーブ・オン アリーナ大会のメインイベント（「大阪タッグフェスティバル2009」公式戦 ビリーケン・キッド&ペロvsヲロチ&タダスケ戦）を終えてリングを下りた直後に倒れ、意識不明に陥りすぐに病院へ搬送されるも、6月15日の12時23分に急性心筋梗塞により急死した。46歳没。前日にプロレスリング・ノア創設者だった三沢光晴も亡くなっており、2人は同じ年齢でもあった。なお、本人はかねてから糖尿病を患っていたという話もあった。

## 人物
- いくつもの団体を渡り歩いただけでなく、所属団体の選手が出場する対外試合での出張レフェリングも数多く務めたため「多団体男」がキャッチフレーズであった。
- ハードコアマッチ・デスマッチから、コミカルな試合までスタイルを選ばず幅広くこなすレフェリングが特徴で「反則を見逃させたら日本一」と自評する通り、肝心なところで誤爆でダウンしていたり反則を見逃して選手と小競り合いを起こすシーンは名物化していた。お笑い系の試合では選手と絡みを見せるほか真面目に試合をしない選手にキレることもあった。
- 身長が低く太った体型をしばしば選手にいじられていた。
- レフェリーだけでなくリング設営や運転手・営業などレスラー以外のほとんどの業務を経験しており、後輩のレフェリーやフロントスタッフの指導にも心血を注ぎ尊敬を得ていた。
- 1999年にデルフィンらの大量離脱が起こると退団会見の席で対立するサスケ（当時のリングネームはSASUKE）とデルフィンの間に入り、デルフィンらへの説得や会見後に号泣するSASUKEをなだめた。
- 2004年に万引き犯を捕まえたことがあった。
- 表向きは引き抜きに等しい形で大阪プロレスに入団後は、みちのくプロレスを批判する言動もあったがその後もみちのくプロレスと大阪プロレスの関係は崩れておらず、実際には円満だった事が窺えていた。
- 公式ブログは死の2日前（6月13日）で更新が止まった状態だが、死去から10年以上経過した2023年現在でもファンによるコメントの書き込みが絶えない。中にはTAKAみちのく（KAIENTAI DOJO）やMIKAMI（DDTプロレスリング）、獅龍といった選手からの書き込みもある。